# Hans Henning von der Osten
Hans Henning von der Osten (* 31. Oktober 1899 in Potsdam; † 30. Juni 1960 in Uppsala) war ein deutscher Vorderasiatischer Archäologe.

## Leben
Nach dem Notabitur während des Ersten Weltkriegs wurde H. Henning von der Osten 1917 von der Armee eingezogen und an der Westfront schwer verletzt. Auch nach dem Krieg blieb er in der Reichswehr. Neben seinen militärischen Pflichten studierte er an der Friedrich-Wilhelms-Universität in Berlin Archäologie, Altorientalistik und Alte Geschichte. Zu seinen Lehrern gehörten Eduard Meyer und Friedrich Delitzsch, zu den Kommilitonen in seiner Umgebung zählten Emil Forrer und Ernst Friedrich Weidner. Während der Ruhrbesetzung wurde von der Osten als Verbindungsoffizier eingesetzt und hielt sich bei Heinz Oskar Hauenstein in Elberfeld auf, um Material zu sammeln, das propagandistisch verwendet werden konnte. Ab 1922 setzte er sein Studium in den Vereinigten Staaten fort, anfangs in New York und abschließend in Chicago.
1927 war er Leiter der Anatolischen Expedition des „Oriental Institute“ der Universität Chicago, sein Stellvertreter war Erich Friedrich Schmidt. Er lehrte von 1936 bis 1939 an der Universität Ankara, zu seinen Schülern gehörte unter anderem Tahsin Özgüç. Ab 1951 lehrte von der Osten an der schwedischen Universität Uppsala, von der er 1959 die Ehrendoktorwürde erhielt.
Mit seiner ersten Frau Maria Isabel Baptista hat er zwei Kinder; Erimar von der Osten und Leopoldo von der Osten.
1960 wurde er zum ersten Direktor der Abteilung Teheran des Deutschen Archäologischen Instituts gewählt, verstarb jedoch noch vor Aufnahme der Dienstgeschäfte.

## Grabungen
- Sinda, Zypern 1947–1948, mit Arne Furumark,
- Tilbeşar, Osttürkei 1920er Jahre
- Alışar Höyük, Osttürkei 1927–1932
- Tell eṣ-Ṣaliḥiyeh, Syrien 1953
- Tacht-e Suleiman, Nordwestiran 1959, mit Rudolf Naumann

## Veröffentlichungen (Auswahl)
- Seven Parthian Statuettes. In: The Art Bulletin. Band 8, Nr. 3, 1926, S. 168–174, JSTOR:3046515.
- Aghaya Kaleh. In: The American Journal of Semitic Languages and Literatures. Band 45, Nr. 4, 1929, S. 275–278, doi:10.1086/370237.
- Four Sculptures from Marash. In: Metropolitan Museum Studies. Band 2, Nr. 1, 1929, S. 112–132, JSTOR:1522762.
- Explorations in Hittite Asia Minor 1929 (= The University of Chicago. Oriental Institute Communications. Band 8, ISSN 0146-678X). University of Chicago Press, Chicago IL 1930.
- The Ancient Seals from the Near East in the Metropolitan Museum: Old and Middle Persian Seals. In: The Art Bulletin. Band 13, Nr. 2, 1931, S. 221–241, JSTOR:3050798.
- Discoveries in Anatolia 1930–31 (= The University of Chicago. Oriental Institute Communications. Band 14). University of Chicago Press, Chicago IL 1933.
- Ancient Oriental Seals in the Collection of Mr. Edward T. Newell (= The University of Chicago. Oriental Institute Publications. Band 22, ISSN 0069-3367). The University of Chicago Press, Chicago IL 1934, (online).
- Die Grabung von Tell eṣ-Ṣaliḥiyeh. Svenska Syrienexpedition 1952–1953 (= Svenska Institutet i Athen. Skrifter. In 4°. 4, ISSN 0586-0539). Gleerup, Lund 1956.
- Die Welt der Perser. G. Kilpper, Stuttgart 1956, (und öfter).
- Altorientalische Siegelsteine der Sammlung Hans Silvius von Aulock (= Studia Ethnographica Upsaliensia. 13, ISSN 0491-2705). Almquist & Wiksell, Uppsala 1957.
- als Herausgeber mit Rudolf Naumann: Takht-i-Suleiman. Vorläufiger Bericht über die Ausgrabungen 1959 (= Teheraner Forschungen. 1, ISSN 0497-1019). Mann, Berlin 1961.